# Pécsdevecser
Pécsdevecser é uma vila da Hungria, situada no condado de Baranya. Tem 4,74 km² de área e sua população em 2019 foi estimada em 114 habitantes.